# Апнеја-хипопнеја индекс
Апнеја-хипопнеја индекс (АХИ) је комбиновани просечан број апнеја и хипопнеја који се јављају по сату сна. У већини студија, АХИ је коришћен за процену тежине опструктивне апнеје у сну (ОАС) и исхода лечења. Међутим, преме неким ауторима сматра се да то није одговарајућа мера за одређивање тежине болести и за доношење одлука о лечењу како у клиничкој пракси тако иу истраживању.

## Категоризација АХИ
Према Америчкој академији за медицину спавања АХИ се категорише у три категорије, као:
- благ  (5-15 догађаја/сат),
- умерен  (15-30 догађаја/сат),
- тешка (>30 догађаја/сат).

## Опште информације
И док апнеја може бити главни догађај дисања код једног пацијента,  хипопнеја може бити чешћа код другог. Стога треба узети у обзир да је апнеја потпуна пауза која може довести до већег смањења протока ваздуха и артеријске засићености кисеоником него хипопнеја.
Многе студије су показале да АХИ можда неће квантификовати компликације болести, а самим дати и прави одговор на лечење. Иако се чини да поремећаји расположења представљају терет болести, они немају никакву повезаност са озбиљношћу опструктивне апнеје у сну (ОСА) мереном АХИ. Штавише, упркос значајном смањењу квалитета живота код пацијената са ОСА, АХИ није повезан са квалитетом живота везаним за ОСА.
С обзиром на поменуте проблеме, сматра се да је већина контроверзи у области апнеје у сну настала због немогућности АХИ да измери тачну тежину болести. 
За бољу процену апнеје у сну, препоручује се развој новог индекса који показује тежину болести тачније од АХИ. У овом индексу, однос апнеје/хипопнеје и средње време догађаја апнеје и хипопнеје треба узети у обзир као одлучујући фактор поред просечног броја догађаја/сат. Такав индекс може помоћи клиничарима у процени прогнозе или у доношењу одлука о лечењу. Сматра се да даљи развој применљивијег индекса отвара нову област за дискусије у области медицине спавања.